# Myriam Bédard
Myriam Bédard (ur. 22 grudnia 1969 w Neufchâtel) – biathlonistka kanadyjska, trzykrotna medalistka igrzysk olimpijskich i dwukrotna medalistka mistrzostw świata.

## Kariera
W Pucharze Świata zadebiutowała 18 lutego 1988 roku w Chamonix, zajmując 34. miejsce w sprincie. Pierwsze punkty (w sezonach 1984/1985-1999/2000 punktowało 25. najlepszych zawodniczek) wywalczyła dwa dni później w biegu indywidualnym, który ukończyła na siódmej pozycji. Pierwszy raz na podium zawodów pucharowych stanęła 1 lutego 1990 roku w Walchsee, gdzie była druga w biegu indywidualnym. W zawodach tych rozdzieliła na podium Iwę Karagiozową z Bułgarii i Niemkę Ingę Kesper. W kolejnych startach jeszcze 15 razy stawała na podium, odnosząc przy tym pięć zwycięstw: 31 stycznia 1991 roku w Oberhofie i 18 lutego 1994 roku w Lillehammer wygrywała bieg indywidualny, a 19 stycznia 1991 roku w Ruhpolding, 13 lutego 1993 roku w Borowcu i 18 lutego 1994 roku w Lillehammer była najlepsza w sprincie. Najlepsze wyniki osiągnęła w sezonach 1990/1991 i 1992/1993, kiedy zajmowała drugie miejsce w klasyfikacji generalnej.
Pierwszy medal wywalczyła podczas igrzysk olimpijskich w Albertville w 1992 roku, gdzie zajęła trzecie miejsce w biegu indywidualnym. W zawodach tych lepsze okazały się jedynie Niemka Antje Harvey i Rosjanka Swietłana Pieczorska. W pozostałych startach była dwunasta w sprincie i jedenasta w sztafecie. Na rozgrywanych rok później mistrzostwach świata w Borowcu zdobyła kolejne dwa medale. Najpierw zajęła drugie miejsce w biegu indywidualnym, rozdzielając Niemkę Petrę Schaaf i Swietłanę Paramyginę z Białorusi. Następnie zwyciężyła w sprincie, wyprzedzając dwie Rosjanki: Nadieżdę Tałanową i Jelenę Biełową. Ponadto na igrzyskach olimpijskich w Lillehammer w 1994 roku zwyciężyła w obu tych konkurencjach. W biegu indywidualnym wyprzedziła Francuzkę Anne Briand i Niemkę Uschi Disl, natomiast w sprincie Swietłanę Paramyginę i Wałentynę Cerbe z Ukrainy (odpowiednio o 1,1 i 1,2 sekundy). Brała też między innymi udział w igrzyskach w Nagano w 1998 roku, jednak indywidualnie plasowała się poza czołową 30-tką, a w sztafecie była siedemnasta.
Obecnie mieszka w Quebecu. Bierze udział w kampaniach reklamowych przeciw terroryzmowi.

## Kontrowersje
Bédard jest naturystką. W 1993 roku na łamach gazet ukazały się (bez jej zgody) zdjęcia ukazujące Myriam rozebraną na plaży, w łazience, pływającą nago i podczas seksu. Nie  wiadomo jak zdjęcia ujrzały światło dzienne. Najstarsze z wyżej wymienionych zdjęć pochodziło z 1986 roku.
22 grudnia 2006 roku szerokim echem odbił się jej nagi taniec na stole w hotelu w Chicago.
Dzień później została zatrzymana w związku z podejrzeniami o porwanie swojej córki – Maud.

## Osiągnięcia

### Igrzyska olimpijskie
| Rok  | Miejscowość | Konkurencje | Konkurencje | Konkurencje | Konkurencje | Konkurencje | Konkurencje | Konkurencje |
| Rok  | Miejscowość | IN          | SP          | PU          | MS          | RL          | MR          | SR          |
| ---- | ----------- | ----------- | ----------- | ----------- | ----------- | ----------- | ----------- | ----------- |
| 1992 | Albertville | 3.          | 12.         | nd.         | nd.         | 11.         | nd.         | –           |
| 1994 | Lillehammer | 1.          | 1.          | nd.         | nd.         | 15.         | nd.         | –           |
| 1998 | Nagano      | 50.         | 32.         | nd.         | nd.         | 17.         | nd.         | –           |

### Mistrzostwa świata
| Rok  | Miejscowość            | Konkurencje | Konkurencje | Konkurencje | Konkurencje | Konkurencje | Konkurencje | Konkurencje |
| Rok  | Miejscowość            | IN          | SP          | PU          | MS          | RL          | MR          | SR          |
| ---- | ---------------------- | ----------- | ----------- | ----------- | ----------- | ----------- | ----------- | ----------- |
| 1988 | Chamonix               | 7.          | 34.         | nd.         | nd.         | –           | nd.         | –           |
| 1990 | Oslo/Mińsk/Kontiolahti | 8.          | –           | nd.         | nd.         | –           | nd.         | –           |
| 1991 | Lahti                  | 11.         | 9.          | nd.         | nd.         | –           | nd.         | –           |
| 1993 | Borowec                | 2.          | 1.          | nd.         | nd.         | 11.         | nd.         | –           |
| 1995 | Anterselva             | –           | –           | nd.         | nd.         | 16.         | nd.         | –           |
| 1997 | Osrblie                | 26.         | 43.         | 39.         | nd.         | 18.         | nd.         | –           |

### Puchar Świata

#### Miejsca w klasyfikacji generalnej
| Sezon     | Miejsce |
| --------- | ------- |
| 1987/1988 | 41.     |
| 1989/1990 | 28.     |
| 1990/1991 | 2.      |
| 1991/1992 | 25.     |
| 1992/1993 | 2.      |
| 1993/1994 | 7.      |
| 1995/1996 | 23.     |
| 1996/1997 | -       |
| 1997/1998 | 65.     |

#### Miejsca na podium chronologicznie
| Lp. | Dzień       | Rok  | Miejscowość | Konkurencja                | Lokata | Pudła   | Czas biegu | Strata  | Zwycięzca                  |
| --- | ----------- | ---- | ----------- | -------------------------- | ------ | ------- | ---------- | ------- | -------------------------- |
| 1.  | 1 lutego    | 1990 | Walchsee    | Bieg indywidualny na 15 km | 2.     | 1+1+0+0 | 55:23,6    | +27,6   | Iwa Karagiozowa            |
| 2.  | 19 stycznia | 1991 | Ruhpolding  | Sprint na 7,5 km           | 1.     | 0+0     | 24:44,4    | –       | –                          |
| 3.  | 31 stycznia | 1991 | Oberhof     | Bieg indywidualny na 15 km | 1.     | 0+0+0+1 | 54:42,3    | –       | –                          |
| 4.  | 7 marca     | 1991 | Oslo        | Bieg indywidualny na 15 km | 2.     | 1+1+0+0 | 56:18,9    | +1:48,7 | Antje Harvey               |
| 5.  | 14 marca    | 1991 | Canmore     | Bieg indywidualny na 15 km | 2.     | ?       | ?          | ?       | Elin Kristiansen           |
| 6.  | 16 marca    | 1991 | Canmore     | Sprint na 7,5 km           | 2.     | 0+0     | 23:06,1    | +9,6    | Swietłana Pieczorska       |
| 7.  | 19 lutego   | 1992 | Albertville | Bieg indywidualny na 15 km | 3.     | 0+1+1+0 | 51:47,2    | +27,8   | Antje Harvey               |
| 8.  | 21 stycznia | 1993 | Anterselva  | Bieg indywidualny na 15 km | 2.     | 1+0+1+0 | 50:13,7    | +11,9   | Iwa Karagiozowa            |
| 9.  | 11 lutego   | 1993 | Borowec     | Bieg indywidualny na 15 km | 2.     | 0+0+1+0 | 50:32,9    | +14,7   | Petra Behle                |
| 10. | 13 lutego   | 1993 | Borowec     | Sprint na 7,5 km           | 1.     | 0+0     | 21:01,9    | –       | –                          |
| 11. | 4 marca     | 1993 | Lillehammer | Bieg indywidualny na 15 km | 3.     | 0+2+1+1 | 50:49,7    | +38,8   | Anfisa Riezcowa            |
| 12. | 13 marca    | 1993 | Östersund   | Sprint na 7,5 km           | 2.     | 1+0     | 23:41,8    | +10,7   | Anfisa Riezcowa            |
| 13. | 18 lutego   | 1994 | Lillehammer | Bieg indywidualny na 15 km | 1.     | 0+1+0+1 | 52:06,6    | –       | –                          |
| 14. | 23 lutego   | 1994 | Lillehammer | Sprint na 7,5 km           | 1.     | 0+2     | 26:08,8    | –       | –                          |
| 15. | 17 marca    | 1994 | Canmore     | Bieg indywidualny na 15 km | 2.     | 2+0+0+1 | 47:30,5    | +1:19,8 | Uschi Disl                 |
| 16. | 14 marca    | 1996 | Hochfilzen  | Bieg indywidualny na 15 km | 2.     | 0+1+0+0 | 50:42,1    | +25,4   | Simone Greiner-Petter-Memm |